# Henry E. Sigerist
Henry Ernest Sigerist (París, Francia, 1891–Pura, Suiza, 1957), profesor en Europa y Norteamérica, fue uno de los más influyentes historiadores de la medicina del siglo XX.

## Trayectoria
Sigerist nació en una acaudalada familia suiza. Pasó su juventud entre París, donde había nacido, y Zúrich. Estudió filología en la Universidad de Zúrich y, luego, aprendió lenguas orientales en Londres (University College y Kings College). Tras lograr esa formación humanística regresó a Zúrich para licenciarse en medicina en 1917. Una vez concluidos estos nuevos estudios, sirvió en el ejército como médico.
A continuación, dada su curiosidad intelectual, se propuso estudiar a fondo la historia de la ciencia médica, y para ello se trasladó a la Universidad de Leipzig. Aprendió esta historiografía con Karl Sudhoff, pionero alemán en dicho campo. Sigerist, de inmediato, enseñó en la Universidad de Zúrich hasta 1925, pues, cuando todavía muy joven, fue llamado a Leipzig para suceder a su maestro, Karl Sudhoff, como director de su Instituto de Historia de Medicina. 
En 1931, Sigerist se trasladó a los Estados Unidos, para enseñar su disciplina en Baltimore; y muy pronto, en 1932, tomó el relevo a William Henry Welch como director del Instituto de Historia de la Ciencia en la Universidad Johns Hopkins donde se había dado a conocer. Estuvo ejerciendo el magisterio en ella desde 1932 hasta 1947, y en esos años logró ser una de las figuras más influyentes en este terreno humanístico-medicinal.
En 1933, Sigerist fundó además el Bulletin of the Institute of the History of Medicine (que más tarde se llamó Bulletin of the History of Medicine). En los últimos años de su vida, a partir de 1947, se dedicó a escribir una Historia de la medicina en ocho volúmenes; pero antes de su desaparición, en 1957, sólo había publicado el primero. Un segundo tomo apareció póstumamente. 
Sigerist fue apoyado económicamente por la fundación Rockefeller en sus investigaciones. Por otro lado, como defensor de la medicina social, atacó las tesis conservadoras de la Sociedad Médica Americana. Al retirarse regresó al país de su familia, Suiza, y allí falleció en 1957.

## Obra
- The Great Doctors: A Biographical History of Medicine, Nueva York, W. W. Norton, 1933.
- American Medicine, Nueva York, W. W. Norton, 1934.
- Socialized Medicine in the Soviet Union, Nueva York, W. W. Norton, 1937.
- Primitive and Archaic Medicine, Nueva York, Oxford University Press, 1951 (A History of Medicine, vol. 1).
- Early Greek, Hindu, and Persian Medicine, Nueva York, Oxford University Press, 1961 (A History of Medicine, vol. 2).